# Sitre
Sitre (S3t Ra, "Filla de Re") o Tia-Sitre, va ser la Gran Esposa Reial del faraó Ramsès I d'Egipte. Era la mare de Seti I.

## Biografia
Hi ha cert debat al voltant de la identitat de l'esposa de Ramsès i mare de Seti. Sitre es mostra juntament amb Ramsès I i Seti al temple Abidos de Seti, on se l'anomena Mare del Rei. Se la menciona Gran Esposa Reial tant al temple com a la tomba de Seti (on es podria esperar que hi fos esmentada com la Mare del Rei). No obstant això, a la tomba de la pròpia Sitre, que es pot datar estilísticament en aquest període, se la defineix com a Mare del Rei.
| ra | G39 | t |

| ra | G39 | t |

L'estela de l'any 400, que es troba a Tanis i data del regnat del net de Sitre, Ramsès II, descriu a Seti com al fill de Paramessu (el nom de Ramsès I abans que es convertís en faraó) i de Tia. A més, la filla de Seti es deia Tia. Se suposa que Tia i Sitre serien la mateixa persona que hauria canviat el nom quan el seu marit es va convertir en faraó, igual que el faraó va fer passant de Paramessu a Ramsès. El fet que una de les filles de Ramsès II es digués Tia-Sitre ho fa encara més probable.
L'absència del títol de Filla del Rei indicaria que Sitre no tenia descendència reial. Tanmateix tenia un gran nombre de títolsː Princesa hereditària (iryt-p`t), Mre del Gran Rei (mwt-niswt-wrt), Mare de Déu (mwt-ntr). Els seus títols de reina eren Senyora de les Dues Terres (nbt-t3wy), Dona del Rei (hmt-nisw), Gran Esposa Reial, la seva estimada (hmt-niswt-wrt meryt.f) i Senyora de l'Alt i Baix Egipte (hnwt-Shm 'w-mhw). També tenia el títol de la Dona de Déu (hmt-ntr).

## Sepultura

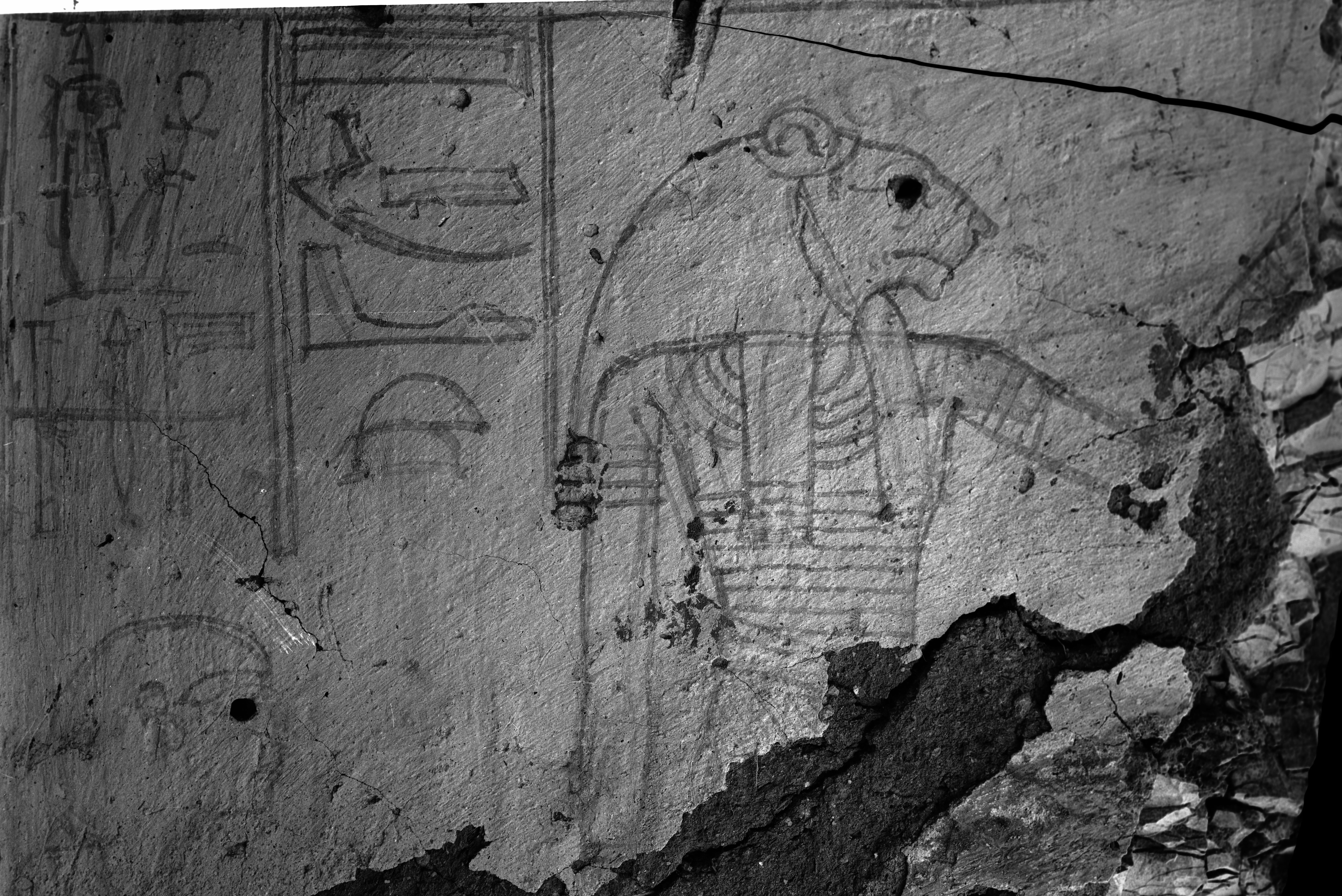
Tomba QV38 de Sitre, 1903-1905

Va ser enterrada en una tomba QV38 de la vall de les reines. La tomba ja va ser descrita per Karl Richard Lepsius (tomba 13) i John Gardner Wilkinson (tomba 19). Possiblement hauria estat encarregada pel seu fill Seti I. Aquest seria el motiu pel qual apareix anomenada aquí com a Mare del Rei. La decoració estava inacabada, i consistia només en dibuixos lineals.
Les decoracions inclouen imatges d'Imseti, Duamutef, Anubis, Maat, Ir-renef-djesef, Nephthis, Serket, una mona i dos babuins al quiosc. La Reina Sitre apareix asseguda davant un naos. Una altra escena mostra un déu amb cap de lleó, seguit de Maat. Altres escenes inclouen un quiosc que conté un déu amb cap de gat i Anubis, Hapi, Kebehsenuef, Horus-Irbakef, Thot, Isis, Neith, Horus i un quiosc que conté Mut com a voltor, un déu amb cap d’ocell i un déu de cara completa. S'hi mostra també dues embarcacions, amb tres déus a sota.